# Viggiù
Viggiù là một đô thị ở tỉnh Varese trong vùng Lombardia, có cự ly khoảng 50 km về phía tây bắc của Milan and about 8 km về phía đông bắc của Varese, tại biên giới với Thụy Sĩ. Tại thời điểm ngày 31 tháng 12 năm 2004, đô thị này có dân số 5.148 người và diện tích là 9,3 km².
Đô thị Viggiù có các frazione (đơn vị trực thuộc) Baraggia.
Viggiù giáp các đô thị: Arcisate, Besano, Bisuschio, Cantello, Clivio, Meride (Thụy Sĩ), Saltrio.